# Adolf Friedrich Harper

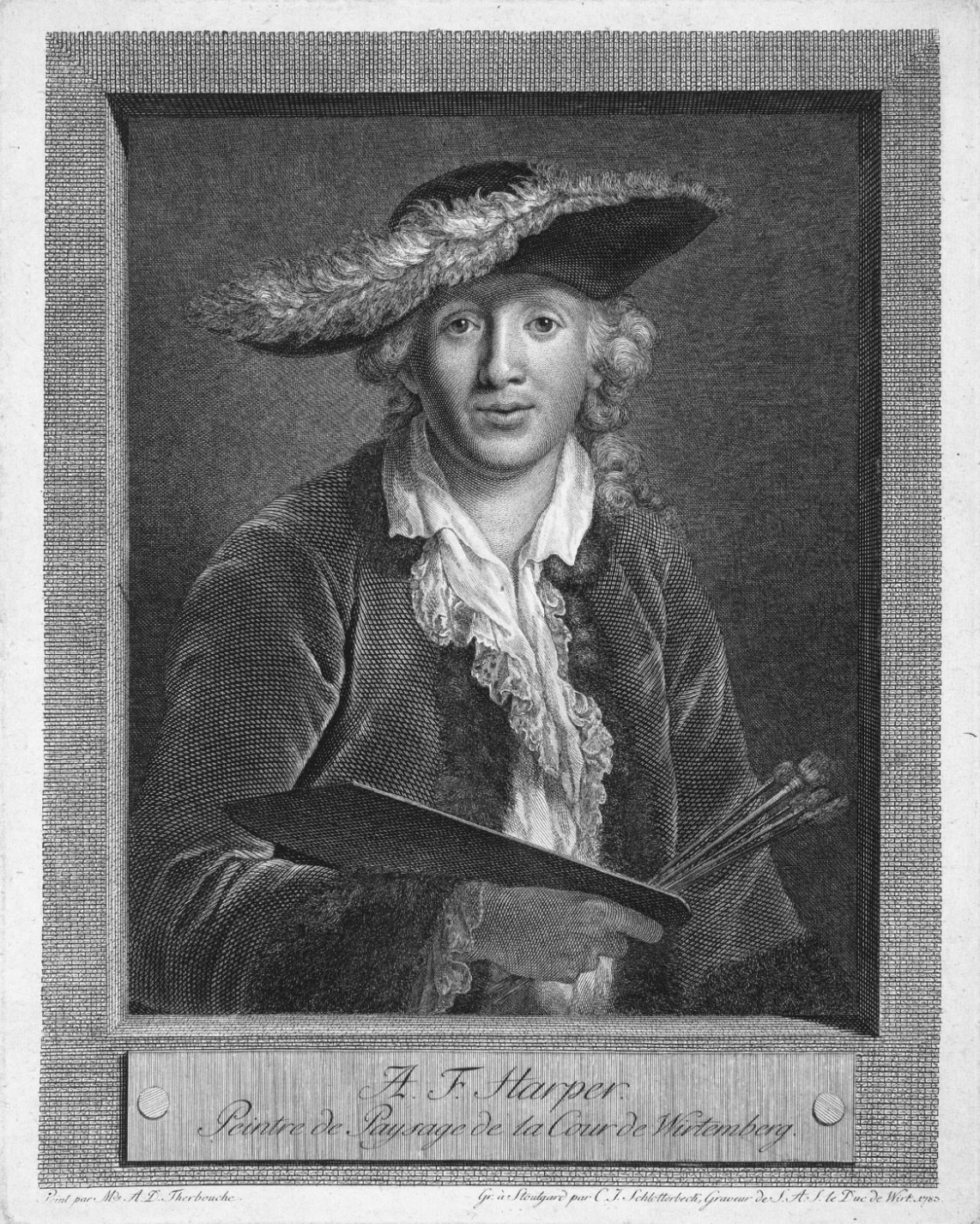
Adolf Friedrich Harper, Gemälde von Jakob Christian Schlotterbeck, 1783

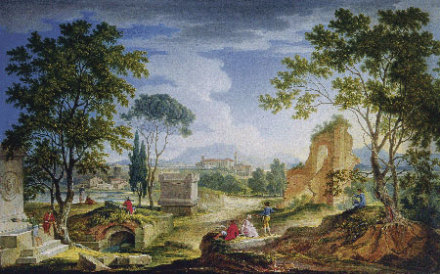
Idyllische römische Landschaft von Adolf Friedrich Harper aus dem Jahr 1790. Ausgestellt im Schloss Ludwigsburg

Adolf Friedrich Harper (* 17. Oktober 1725 in Berlin; † 23. Juni 1806 ebenda) war ein deutscher Landschaftsmaler.

## Leben
Adolf Friedrich Harper war der Sohn und Schüler des preußischen Kabinettmalers Johann Harper (* in Stockholm; † 1746 in Potsdam). Nach dem Tode seines Vaters besuchte er Frankreich und Italien, wo er die Hilfe Richard Wilsons hatte und Studien nach der Natur anfertigte. Im Jahr 1756 kam er in herzoglich württembergische Dienste: zuerst beim Residenzbauwesen eingesetzt, wurde er 1759 zum Hofmaler und 1761 zum Professor an der von Herzog Carl Eugen von Württemberg in jenem Jahre errichteten Académie des Arts ernannt, die später mit der hohen Karlsschule vereint wurde. 1774 gehörte er zu den Gründungsmitgliedern der Freimaurerloge Zu den 3 Cedern in Stuttgart, der er bis zu deren Auflösung und Verbot 1784 angehörte. Im Jahr 1784 wurde er zum Galeriedirektor ernannt. Ab 1798 verlebte er, in den Ruhestand versetzt, seine letzten Lebensjahre in seiner Vaterstadt Berlin.

## Wirken
Wie Reinhard Ferdinand Heinrich Fischer, Nicolas Guibal und die anderen von Herzog Carl Eugen geförderten jungen Männer, hatte er zahlreiche Aufträge zu erfüllen und blieb hinter dem zurück, was er hätte leisten können. Harper, den Goethe einen „geborenen Landschafter“ nannte, musste außer seinen Landschaften auch Blumen- und Früchtestücke, Supraporten, Theater- und andere Dekorationen malen und daneben den Premier Peintre Nicolas Guibal im Malen der Luft, Blumen etc. bei seinen Deckengemälden unterstützen. Hierdurch bekam seine Kunstübung, wie er das selbst später fühlte und offen beklagte, etwas mechanisch Konventionelles und namentlich seine Farbe etwas Hartes. Doch zeigen seine Landschaften, die noch zahlreich in den württembergischen Schlössern erhalten sind, großen Reichtum der Motive, gefällige Zusammenstellung und eine durch die Sicherheit ihrer einfachen Mittel immer noch lehrreiche Farbentechnik besonders bei der Behandlung der Luft und der Hintergründe. Man sieht, dass er in Rom an den Quellen der besten Tradition geschöpft hatte. Als Lehrer an den Kunstanstalten Herzog Carl Eugens nahm Harper bei der Heranbildung der vielen tüchtigen Künstler, die daraus hervorgingen, neben Guibal seinen redlichen Anteil.

## Trivia

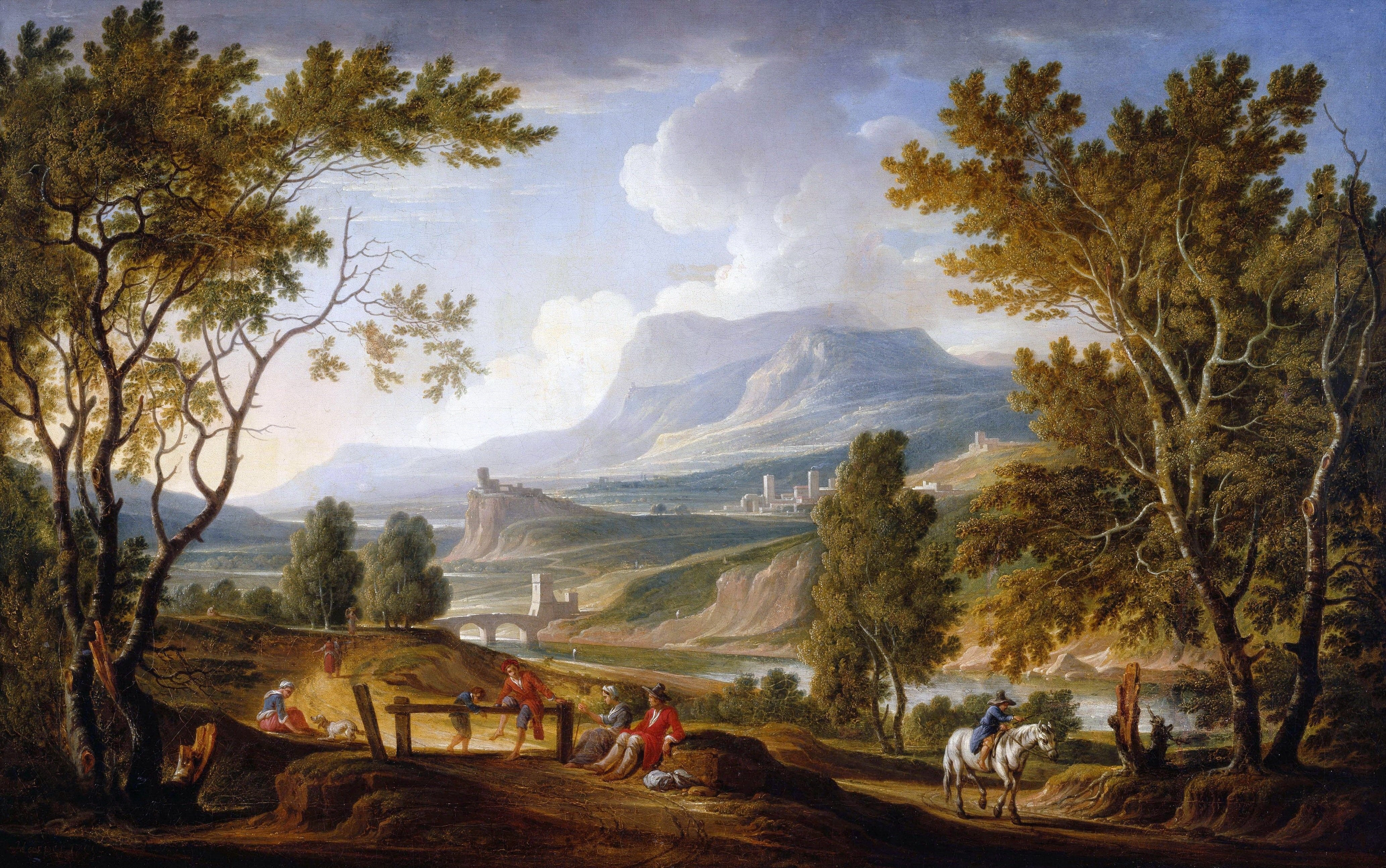
Italienische Landschaft, 1798

Hinter dem Schreibtisch im Amtszimmer des deutschen Bundespräsidenten hängt seit der Amtszeit von Christian Wulff Harpers Gemälde Italienische Landschaft. Er hatte damit Walter Stöhrers Große Nadja seines Vorgängers Horst Köhler umgetauscht.